# Municipio de Ixchiguán
Municipio de Ixchiguán är en kommun i Guatemala.   Den ligger i departementet Departamento de San Marcos, i den västra delen av landet, 160 km väster om huvudstaden Guatemala City.